# Star Jalsha
Star Jalsha é um canal de televisão por assinatura indiano, o canal pertence à Star India; uma subsidiária da The Walt Disney Company India. Inaugurado em setembro de 2008, a programação do canal consiste em soap operas, reality shows, telefilmes e seriados de comédia e drama, transmitindo em língua bengali.
Além da Índia, o canal está disponível no Oriente Médio deste 2011, pela plataforma árabe Pehla, e também no Reino Unido deste 22 de novembro de 2012. Junto com Jalsha Movies HD, em 29 de abril de 2016, começou a transmitir em alta definição sendo um dos primeiros canais em bengali a operar em HD. O canal passou por duas mudanças em seu logotipo, uma entre julho de 2012 e em fevereiro de 2019.